# Список титулов Ким Чен Ира

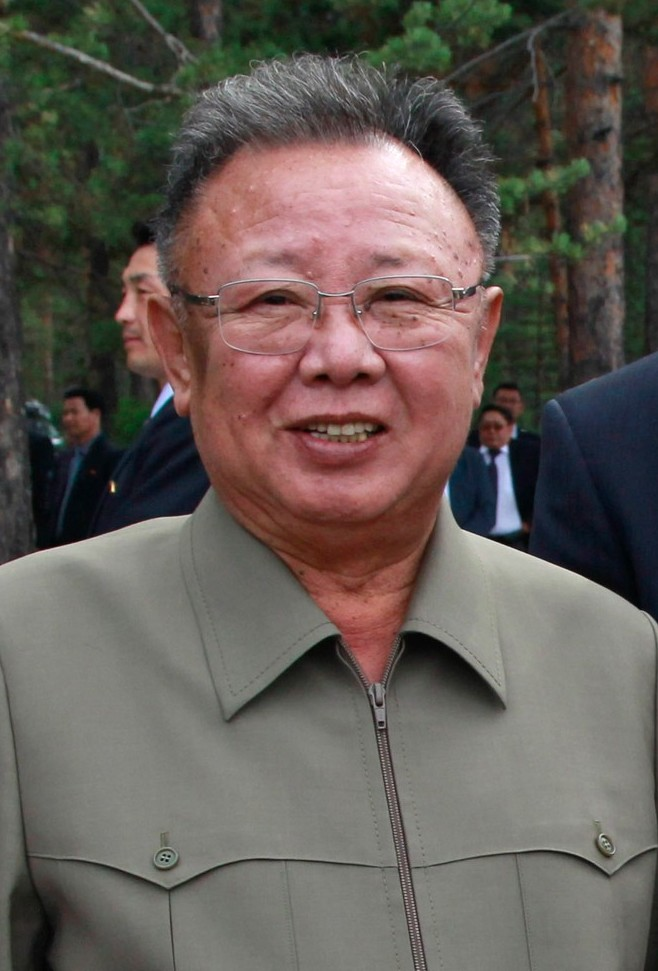
Ким Чен Ир

В КНДР принято употреблять определённые титулы перед именем Ким Чен Ира (с 1994 по 2011 год — руководителя страны, председателя ГКО КНДР и генерального секретаря ЦК ТПК).
Имя вождя при этом выделяется особым шрифтом — более крупным или жирным. Выглядит это, например, так: «위대한 령도자 김정일동지께서<…>지적하시였다.» (Великий Руководитель товарищ Ким Чен Ир указывал <…>).
Титулы и перифразы разрабатываются в отделе агитации и пропаганды ЦК ТПК, а их упоминание варьируется в зависимости от политической ситуации.
Аналогичная ситуация существовала и в годы правления Ким Ир Сена, отца Ким Чен Ира, возглавлявшего КНДР в 1948—1994 годах. Некоторые учёные предпринимали попытки собрать полный список титулов и перифразов лидеров КНДР. Ниже приведён список титулов Ким Чен Ира.

## Список
| Оригинал | Перевод                                                                                              | Примечание |
| --- | --- | --- |
| 당중앙 Таңджуңаң | Центр партии                                                                                         | Первый титул Кима. Употреблялся c 1973 года после тайного назначения Ким Чен Ира преемником отца до официального объявления об этом для того, чтобы дать понять высокопоставленным читателям партийной прессы, о ком идёт речь, не называя Кима по имени. |
| 웃분 Уппун | Вышестоящий                                                                                          | Титул употребляется с 1970-х годов. |
| 친애하는 지도자 Чхинэханын чидоджа                                                                                                | Любимый Руководитель                                                                                 | Наиболее употребимый титул Кима при жизни отца. |
| 존경하는 지도자 Чонгё̌ӊханын чидоджа                                                                                               | Уважаемый Руководитель                                                                               | Используется с середины 1970-х годов. |
| 현명한 지도자 Хё̌нмё̌ӊхан чидоджа                                                                                                   | Мудрый Руководитель                                                                                  | Используется с середины 1970-х годов. |
| 영명하신 지도자 Ё̌ңмё̌ңхасин чидоджа                                                                                                | Блестящий Руководитель                                                                               | Используется с середины 1970-х годов. |
| 유일한 지도자 Юирхан чидоджа | Единственный Руководитель                                                                            | Используется с июня 1975 года. |
| 령도자가 갖추어야 할 풍모를 완벽하게 지닌 친애하는 지도자 Рё̌ңдоджага каччхуоя халь пхуңморыль ванбё̌кхаге чинин чхинэханын чидоджа | Любимый Руководитель, который полностью олицетворяет прекрасный облик, которым должен обладать лидер | Использовался с середины 1980-х годов в торжественных случаях. |
| 최고사령관 Чхвегосарё̌ңгван | Верховный главнокомандующий                                                                          | Впервые упомянут в середине 1980-х до официального вступления в должность. |
| 위대한 령도자 Видэхан рё̌ңдоджа | Великий Руководитель                                                                                 | Наиболее употребимый титул Кима после смерти отца. Стал использоваться после официального назначения Ким Чен Ира преемником. |
| 인민의 어버이 Инмин-е о̌бо̌и | Отец народа                                                                                          | Используется с февраля 1986 года. |
| 공산주의 미래의 태양 Коңсанджуый мирэ-е тхэяң                                                                                     | Солнце коммунистического будущего                                                                    | Используется с середины 1980-х годов. |
| 백두광명성 Пэкту-гваңмё̌ңсо̌ң | Яркая звезда Пэктусана                                                                               | Используется с середины 1980-х годов. |
| 향도의 해발 Хяңдо-е хэбаль | Направляющий солнечный луч                                                                           | Используется с середины 1980-х годов. |
| 혁명무력의 수위 Хё̌ңмё̌ңмурё̌г-е суви                                                                                                | Глава революционных вооружённых сил                                                                  | Используется после вступления Ким Чен Ира в должность Верховного главнокомандующего КНА 21 декабря 1991 года. |
| 조국통일의 구성 Чогукхоңир-е кусо̌ң                                                                                                | Залог объединения Родины                                                                             | Используется после вступления Ким Чен Ира в должность Верховного главнокомандующего КНА 21 декабря 1991 года. |
| 조국통일의 상징 Чогукхоңир-э саңджиң                                                                                              | Символ объединения Родины                                                                            | Используется после вступления Ким Чен Ира в должность Верховного главнокомандующего КНА 21 декабря 1991 года. |
| 민족의 운명 Минджог-е унмё̌ң | Судьба нации                                                                                         | Используется после вступления Ким Чен Ира в должность Верховного главнокомандующего КНА 21 декабря 1991 года. |
| 자애로운 아버지 Чаэроун або̌джи | Нежно любимый отец                                                                                   | Используется после вступления Ким Чен Ира в должность Верховного главнокомандующего КНА 21 декабря 1991 года. |
| 당과 국가와 군대의 수위 Таңгва куккава кундэ-е суви                                                                               | Глава партии, страны и армии                                                                         | Используется после вступления Ким Чен Ира в должность Верховного главнокомандующего КНА 21 декабря 1991 года. |
| 수령 Сурё̌ң | Вождь                                                                                                | В основном используется после смерти Ким Ир Сена. Ким Чен Ира впервые назвали Вождём в 1985 году. |
| 장군 Чаңгун | Полководец                                                                                           | Используется после смерти Ким Ир Сена. Один из наиболее употребимых титулов. |
| 우리당과 우리 인민의 위대한 령도자 Ури-таң-гва ури инмин-е видэхан рё̌ңдоджа                                                       | Великий Руководитель нашей партии и нашего народа                                                    | Используется после смерти Ким Ир Сена. |
| 위대한 장군님 Видэхан чаңгунним                                                                                                   | Великий Полководец                                                                                   | Используется после смерти Ким Ир Сена. |
| 경애하는 장군님 Кё̌ңэханын чаңгунним                                                                                               | Любимый и уважаемый Полководец                                                                       | Используется после смерти Ким Ир Сена. |
| 위대한 수령 Видэхан сурё̌ң | Великий Вождь                                                                                        | При жизни Ким Ир Сена использовался только по отношению к нему. |
| 경애하는 수령 Кё̌ңэханын сурё̌ң | Любимый и уважаемый Вождь                                                                            | При жизни Ким Ир Сена использовался только по отношению к нему. |
| 백전백승의 강철의 령장 Пэкчо̌нбэксың-е каңчхо̌р-е рё̌ңджаң                                                                           | Железный всепобеждающий Полководец                                                                   | Используется с 1997 года по истечении трёхлетнего траура по Ким Ир Сену. |
| 사회주의 태양 Сахведжуый тхэяң | Солнце социализма                                                                                    | Используется с 1997 года по истечении трёхлетнего траура по Ким Ир Сену. |
| 민족의 태양 Минджог-е тхэяң | Солнце нации                                                                                         | Используется с 1997 года по истечении трёхлетнего траура по Ким Ир Сену. |
| 삶의 태양 Сальм-е тхэяң | Солнце жизни                                                                                         | Используется с 1997 года по истечении трёхлетнего траура по Ким Ир Сену. |
| 민족의 위대한 태양 Минджог-е видэхан тхэяң                                                                                        | Великое солнце нации                                                                                 | Используется с 1999 года после принятия в 1998 году новой Конституции КНДР. |
| 민족의 아버지 Минджог-е або̌джи | Отец нации                                                                                           | Используется с 1999 года после принятия в 1998 году новой Конституции КНДР. |
| 21세기의 세계 수령 Исибильсеги-е сеге сурё̌ң                                                                                       | Мировой Вождь XXI века                                                                               | Используется с 2000 года. |
| 불세출의 령도자 Пульсечхур-е рё̌ңдоджа                                                                                             | Несравненный Руководитель                                                                            | Используется с 2000 года. |
| 21세기 차란한 태양 Исибильсеги чхаранхан тхэяң                                                                                    | Яркое солнце XXI века                                                                                | Используется с 2000 года. |
| 21세기 위대한 태양 Исибильсеги видэхан тхэяң                                                                                      | Великое солнце XXI века                                                                              | Используется с 2000 года. |
| 21세기 향도자 Исибильсеги хяңдоджа                                                                                                | Предводитель XXI века                                                                                | Используется с 2000 года. |
| 희세의 정치가 Хыйсе-е чо̌ңчхига | Удивительный политик                                                                                 | Используется с 2000 года. |
| 천출 위인 Чхо̌нчхуль виин | Великий человек, сошедший с небес                                                                    | Используется с 2000 года. |
| 천출 명장 Чхо̌нчхуль мё̌ңджаң | Прославленный Полководец, сошедший с небес                                                           | Используется с 2000 года. |
| 민족의 최고영수 Минджог-е чхвегоё̌ңсу                                                                                              | Главный Вождь нации                                                                                  | Используется с 2000 года. |
| 주체의 찬란한 태양 Чучхе-е чхалланхан тхэяң                                                                                       | Яркое солнце чучхе                                                                                   | Используется с 2000 года. |
| 당과 인민의 수령 Таң-гва инмин-е сурё̌ң                                                                                            | Вождь партии и народа                                                                                | |
| 위대한 원수님 Видэхан во̌нсуним | Великий маршал                                                                                       | |
| 무적필승의 장군 Муджокпхильсыңый чаңгун                                                                                           | Неуязвимый всепобеждающий Полководец                                                                 | |
| 경애하는 아버지 Кё̌ңэханын або̌джи                                                                                                  | Любимый и уважаемый отец                                                                             | |
| 21세기의 향도성 Исибильсеги-е хяңдосо̌ң                                                                                            | Путеводная звезда XXI века                                                                           | |
| 실천가형의 위인 Сильчхо̌нгахё̌ңый виин                                                                                              | Великий человек, склонный к практическим делам                                                       | |
| 위대한 수호자 Видэхан суходжа | Великий защитник                                                                                     | |
| 구원자 Кувонджа | Спаситель                                                                                            | |
| 혁명의 수뇌부 Хё̌ңмё̌ң-е сунвебу | Руководитель революции                                                                               | |
| 혁명적 동지애의 최고화신 Хё̌ңмё̌ңджо̌к то̌ңджиэ-е чхвегохвасин                                                                        | Высшее олицетворение революционной товарищеской дружбы                                               | |
| 각하 Какха | Его превосходительство                                                                               | |